# 니하리군

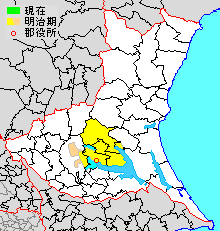
이바라키현 니하리군의 범위 (하늘색:후에 다른 군에서 편입된 연노랑:후에 다른 군으로 편입된 구역)

니하리군'(新治郡)은 일본 이바라키현(히타치국)에 있던 군이다.

## 군역
이바라키현의 중앙부에서 남부에 걸쳐 있다.
1878년 행정 구역으로 발족 당시의 군역은 아래의 구역에 해당한다,
- 이시오카시 전역
- 쓰치우라시의 대부분
- 쓰쿠바시의 일부
- 가스미가우라시 전역
- 오미타마시의 일부

원래는 쓰쿠바군·시다군과의 경계가 뒤섞여 있어 니하리군은 쓰쿠바시의 중심 근처, 쓰쿠바군은 쓰치우라시 북부, 시다군은 쓰치우라시 중심부까지 걸쳐 있었으나, 1896년 군제 시행을 위한 군의 개편으로 정리되었다.

## 역사
- 1878년 12월 2일 - 군구정촌 편제법이 이바라키현에서 시행되면서 행정 구역으로서의 니하리군이 발족.

)

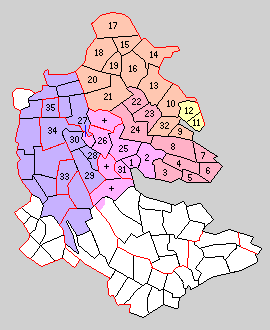
1.마나베정 2.가미오쓰촌 3.시모오쓰촌 4.미나미촌 5.우시와타촌 6.사가촌 7.안쇼쿠촌 8.시시코촌 9.세키카와촌 10.다카하마정 11.다마가와촌 12.다마리촌 13.이시오카정 14.소노베촌 15.가와라에촌 16.하야시촌 17.고이세촌 18.아시호촌 19.가키오카정 20.오바타촌 21.고자쿠라촌 22.시즈쿠촌 23.니하리촌 24.나나에촌 25.쓰와촌 26.후지사와촌 27.도리데촌 28.사카에촌 29.고코노에촌 30.구리하라촌 31.쓰치우라정 32.미촌 33.가쓰라기촌 34.오호촌 35.다미야마촌 (보라:쓰쿠바시 분홍:쓰치우라시 빨강:가스미가우라시 등색:이시오카시 노랑:오미카마시 +는 후에 니하리군에 추가된 지역)

- 1889년 4월 1일 - 정촌제 시행으로, 아래의 정촌이 발족.(5정 30촌)
  - 마나베정(真鍋町), 가미오쓰촌(上大津村): 현 쓰치우라시
  - 시모오쓰촌(下大津村), 미나미촌(美並村), 우시와타촌(牛渡村), 사가촌(佐賀村), 안쇼쿠촌(安飾村), 시시코촌(志士庫村): 현 가스미가우라시
  - 세키카와촌(関川村), 다카하마정(高浜町): 현 이시오카시
  - 다마가와촌(玉川村), 다마리촌(田余村): 현 오미타마시
  - 이시오카정(石岡町), 소노베촌(園部村), 가와라에촌(瓦会村), 하야시촌(林村), 고이세촌(恋瀬村), 아시호촌(葦穂村), 가키오카정(柿岡町), 오바타촌(小幡村), 고자쿠라촌(小桜村): 현 이시오카시
  - 시즈쿠촌(志筑村), 니하리촌(新治村), 나나에촌(七会村): 현 가스미가우라시
  - 쓰와촌(都和村), 후지사와촌(藤沢村), 도리데촌(斗利出村): 현 쓰치우라시
  - 사카에촌(栄村), 고코노에촌(九重村), 구리하라촌(栗原村): 현 쓰쿠바시
  - 쓰치우라정(土浦町): 현 쓰치우라시
  - 미촌(三村): 현 이시오카시
  - 가쓰라기촌(葛城村), 오호촌(大穂村), 다미야마촌(田水山村): 현 쓰쿠바시
  - 가스케촌이 시다군 나카야촌의 일부가 됨.
- 1896년 4월 1일(5정 30촌)
  - 가쓰라기촌·오호촌· 다미야마촌의 소속이 쓰쿠바군으로 변경.
  - 쓰쿠바군 야마노쇼촌(山ノ荘村)·시다군 아즈마촌(東村)·나카야촌(中家村)의 소속이 니하리군으로 변경.
- 1937년 4월 1일 - 나카야촌이 쓰치우라정에 편입.(5정 29촌)
- 1939년 6월 1일 - 아즈마촌이 쓰치우라정에 편입.(5정 28촌)
- 1940년 11월 3일 - 쓰치우라정·마나베정이 합병하여, 쓰치우라시(土浦市)가 발족, 군에서 이탈.(3정 28촌)
- 1947년 9월 1일 - 쓰와촌이 쓰치우라시에 편입.(3정 27촌)
- 1953년 11월 16일 - 다카하마정이 이시오카정에 편입.(2정 27촌)
- 1953년 6월 15일 - 구리하라촌의 일부가 쓰쿠바군 오호정에 편입.
- 1954년
  - 2월 11일 - 이시오카정이 시제 시행으로 이시오카시(石岡市)가 되어, 군에서 이탈.(1정 27촌)
  - 3월 20일 - 니하리촌·시즈쿠촌·나나에촌이 합병하여, 지요다촌(千代田村)이 발족.(1정 25촌)
  - 11월 1일 - 가미오쓰촌이 쓰치우라시에 편입.(1정 24촌)
  - 12월 1일 - 미촌·세키카와촌이 이시오카시에 편입.(1정 22촌)
- 1955년
  - 1월 1일 - 가키오카정·하야시촌·소노베촌·가와라에촌·고이세촌·아시호촌·오바타촌·고자쿠라촌이 합병하여, 야사토정(八郷町)이 발족.(1정 15촌)
  - 2월 11일 - 시모오쓰촌·미나미촌·우시와타촌·사가촌·안쇼쿠촌·시시코촌이 합병하여, 데지마촌(出島村)이 발족.(1정 10촌)
  - 3월 31일 - 다마리촌(田余村)·다마가와촌이 합병하여, 다마리촌(玉里村)이 발족.(1정 9촌)
  - 7월 22일 - 사카에촌·고코노에촌·구리하라촌이 합병하여, 사쿠라촌(桜村)이 발족.(1정 7촌)
  - 7월 27일 - 후지사와촌·야마노쇼촌·도리데촌이 합병하여, 니하리촌(新治村)이 발족.(1정 5촌)
- 1987년 11월 30일 - 사쿠라촌이 쓰쿠바군 야타베정·도요사토정·오호정과 합병하여 쓰쿠바시(つくば市)가 발족, 군에서 이탈.(1정 4촌)
- 1992년 1월 1일 - 지요다촌이 정제 시행으로 지요다정(千代田町)이 됨.(2정 3촌)
- 1997년 4월 1일 - 데지마촌이 개칭과 정제 시행으로 가스미가우라정(霞ヶ浦町)이 됨.(3정 2촌)
- 2005년
  - 3월 28일 - 가스미가우라정·지요다정이 합병하여, 가스미가우라시(かすみがうら市)가 발족, 군에서 이탈.(1정 2촌)
  - 10월 1일 - 야사토정이 이시오카시와 합병하여, 새로이 이시오카시가 발족, 군에서 이탈.(2촌)
- 2006년
  - 2월 20일 - 니하리촌이 쓰치우라시에 편입.(1촌)
  - 3월 27일 - 다마리촌이 히가시이바라키군 오가와정·미노리정과 합병하여 오미타마시(小美玉市)가 발족. 이날 니하리군이 소멸됨.

## 참고 문헌
- 《가도카와 일본 지명 대사전》 편집위원회, 편집. (1983년 12월 1일). 《가도카와 일본 지명 대사전》. 8 이바라키현. 가도카와 쇼텐. ISBN 4040010809.